# 毛扭粗藓
毛扭粗藓（学名：Aerobryidium filamentosum），又名纤尾毛扭藓，为蔓藓科毛扭藓属下的一种植物。主要分佈於中華民國台灣玉山、浸水營、南橫、藤枝等地一起亞洲其他地區。